# 2012年ロンドンオリンピックのバドミントン競技
2012年ロンドンオリンピックのバドミントン競技（2012ねんロンドンオリンピックのバドミントンきょうぎ）は、ウェンブリー・アリーナで7月28日から8月5日の日程で開催された。
男子シングルス、女子シングルス、男子ダブルス、女子ダブルス、混合ダブルスの5種目に、合計172名の選手が参加した。

## 試合形式
オリンピックのバドミントン競技としては初めて、グループリーグと決勝トーナメントの2つのステージに分けて行われた。
すべての試合は2ゲーム先取の3ゲームマッチで、各ゲームで21点を先取したサイドがそのゲームの勝者となる。スコアが20点オールになった場合には、その後最初に2点リードしたサイドがそのゲームでの勝者となる。スコアが29点オールになった場合には、30点目を得点したサイドがそのゲームでの勝者となる。
組み合わせ発表は、2012年7月23日に行われた。

## 選考方法
オリンピック出場選手は、2012年5月3日付の世界バドミントン連盟(BWF)ランキングに基づき選出された。このランキングは、2011年5月2日から2012年4月29日までの1年間で獲得したランキングポイントにより決定された。
各国オリンピック委員会(NOC)からエントリーできる最大人数は、シングルスでは各種目3名、ダブルスでは各種目4名(2組)である。シングルスでは、ランキング1位から4位に3名以上がランクインしている場合は3名、1位から16位に2名以上がランクインしている場合は2名、順位にかかわらず1名以上がランクインしている場合は、ランキングの高い順に38名の出場枠に達するまで1名がエントリーできる。ダブルスでは、1位から8位に2組以上がランクインしている場合は2組、順位にかかわらず1組以上がランクインしている場合は、ランキングの高い順に16組の出場枠に達するまで1組がエントリーできる。5つある大陸連盟で、各種目にエントリー資格に該当する選手がいない場合は、最もランキングの高い1名あるいは1組が大陸連盟の代表として選出される。

## 競技日程
時間はイギリス夏時間（UTC+1）
| P | 予選 | R | ラウンド16 | ¼ | 準々決勝 | ½ | 準決勝 | F | 決勝 |

| 日程 →         | 28 | 28 | 28 | 29 | 29 | 29 | 30 | 30 | 30 | 31 | 31 | 31 | 1 | 1 | 1 | 2 | 2 | 2 | 3 | 3 | 4 | 4 | 5 | 5 |
| 種目 ↓         | M  | A  | E  | M  | A  | E  | M  | A  | E  | M  | A  | E  | M | A | E | M | A | E | M | A | M | A | M | A |
| -------------- | -- | -- | -- | -- | -- | -- | -- | -- | -- | -- | -- | -- | - | - | - | - | - | - | - | - | - | - | - | - |
| 男子シングルス | P  | P  | P  | P  | P  | P  | P  | P  | P  | P  | P  | P  | R | R | R |   |   | ¼ |   | ½ |   |   |   | F |
| 男子ダブルス   | P  | P  | P  | P  | P  | P  | P  | P  | P  | P  | P  | P  |   |   |   | ¼ |   |   |   |   |   | ½ |   | F |
| 混合ダブルス   | P  | P  | P  | P  | P  | P  | P  | P  | P  | P  | P  | P  | ¼ | ¼ |   |   | ½ |   |   | F |   |   |   |   |
| 女子シングルス | P  | P  | P  | P  | P  | P  | P  | P  | P  | P  | P  | P  | R | R | R |   | ¼ |   | ½ |   |   | F |   |   |
| 女子ダブルス   | P  | P  | P  | P  | P  | P  | P  | P  | P  | P  | P  | P  |   |   | ¼ |   |   | ½ |   |   |   | F |   |   |

## 競技結果
| 種目                | 金                     | 銀                                                       | 銅                                                                           |
| ------------------- | ---------------------- | -------------------------------------------------------- | ---------------------------------------------------------------------------- |
| 男子シングルス 詳細 | 林丹 中国 (CHN)        | リー・チョンウェイ マレーシア (MAS)                      | 諶龍 中国 (CHN)                                                              |
| 男子ダブルス 詳細   | 中国 (CHN) 蔡贇 傅海峰 | デンマーク (DEN) マシアス・ボー カーステン・モーゲンセン | 韓国 (KOR) 鄭在成 李龍大                                                     |
| 女子シングルス 詳細 | 李雪芮 中国 (CHN)      | 王儀涵 中国 (CHN)                                        | サイナ・ネワール インド (IND)                                                |
| 女子ダブルス 詳細   | 中国 (CHN) 田卿 趙芸蕾 | 日本 (JPN) 藤井瑞希 垣岩令佳                             | ロシア (RUS) バレリー・ソロキナ ニナ・ビスローバ                             |
| 混合ダブルス 詳細   | 中国 (CHN) 張楠 趙芸蕾 | 中国 (CHN) 徐晨 馬晋                                     | デンマーク (DEN) ヨアシム・フィッシャー・ニールセン クリスティナ・ペデルセン |

## 国・地域別のメダル獲得数
| 順   | 国・地域         | 金 | 銀 | 銅 | 計 |
| ---- | ---------------- | -- | -- | -- | -- |
| 1    | 中国 (CHN)       | 5  | 2  | 1  | 8  |
| 2    | デンマーク (DEN) | 0  | 1  | 1  | 2  |
| 3    | 日本 (JPN)       | 0  | 1  | 0  | 1  |
| 3    | マレーシア (MAS) | 0  | 1  | 0  | 1  |
| 5    | インド (IND)     | 0  | 0  | 1  | 1  |
| 5    | ロシア (RUS)     | 0  | 0  | 1  | 1  |
| 5    | 韓国 (KOR)       | 0  | 0  | 1  | 1  |
| 合計 | 合計             | 5  | 5  | 5  | 15 |

## 無気力プレーによる失格
女子ダブルスの1次リーグで3試合中2勝利して決勝トーナメント進出を決定していて消化試合となっていた4ペア8選手が、1次リーグ最終戦において決勝トーナメントの組み合わせを考慮して故意に試合に負けようとする無気力試合をする事態が発生した。
7月31日、ともにA組で2勝して1次リーグ突破が決定していた中国の王暁理・于洋組と韓国の鄭景銀・金荷娜組が対戦した。この試合に勝って1位通過した場合、世界ランキング2位で1次リーグをD組2位で通過した中国の趙芸蕾・田卿組と決勝トーナメントの準決勝で当たるが、2位通過ならば決勝まで当たらないという組み合わせだったため、双方とも試合に負けることを狙い、無気力試合の応酬となった。最終的には鄭景銀・金ハナ組が勝ち、王暁理・于洋組が敗れた。C組のインドネシアのメイリアナ・ジャウハリ・グレシア・ポリイ組と韓国の河貞恩・金旼貞組の試合でも、やはり双方が敗れて2位で決勝トーナメントに進出することを狙い、同様に無気力試合の応酬となった。この試合では河貞恩・金旼貞組が勝ち、メイリアナ・ジャウハリ・グレシア・ポリイ組が敗れた。4ペア8人が行った無気力試合は、シャトルをネットに打ち込んだりサーブを外したりして、ポイントを相手に与えるプレーを故意に繰り返すものであった。
世界バドミントン連盟は選手行動規範が規定する不適切行為である「勝つための努力を怠る」「スポーツ精神にもとる、明白に有害な行為」に前述の無気力試合が該当するとして、4ペア8人を失格処分とした。
これにより1次リーグで敗退していたバレリー・ソロキナ・ニナ・ビスローバ組（ロシア）、アレックス・ブルース・ミシェル・リー（カナダ）、Leanne Choo・Renuga Veeran組（オーストラリア）、Michelle Edwards・Annari Viljoen組（南アフリカ）の4ペアが繰り上がりで準々決勝に進んだ。
これに関連してブルガリアのペトヤ・ネデルチェワやザイチャペは「中国選手は自国選手同士の争いを回避するため、20回も勝負を操作したことがある」と語った。またドイツのツビブラー（Marc Zwiebler）も「2008年のトーマスカップ大会で韓国が強いチームとの対戦を避けてイギリスに意図的に負けたことがある」と非難している。スポーツ評論家の玉木正之も「予選リーグ制度を導入した時点で、決勝トーナメントの相手を選ぶ事態が起きることはわかっていた」とコメントした。
ちなみに今回の騒動にからんで、韓国は当該選手を2年間の出場停止と厳しい処分を課すのかと思われたが騒動の沈静化後に徐々に処分を緩め、24日後に結局撤回している。